# Bahnhof Bonn-Oberkassel
Der Bahnhof Bonn-Oberkassel ist ein Bahnhof an der rechten Rheinstrecke im Bonner Stadtbezirk Beuel im Ortsteil Oberkassel.

## Geschichte
Der Bahnhof wurde im Zuge der Verlängerung der rechtsrheinischen Eisenbahnstrecke von Neuwied bis Oberkassel und der Errichtung des Trajektes Bonn–Oberkassel am 11. Juli 1870 eröffnet, zunächst unter dem Namen Obercassel b.Bonn.
Nach der Einstellung des Trajektverkehrs im Jahre 1919 behielt der Bahnhof jedoch seine Funktion, da hier weiterhin der Güterverkehr der damaligen Zementfabrik durchgeführt wurde. Des Weiteren nutzte eine neu entstandene Werft den Trajektgleisanschluss. Zeitweise waren am Bahnhof 13 Beamte beschäftigt. Im Zweiten Weltkrieg fielen beim ersten Bombenangriff im alliierten Luftkrieg auf einen der Orte im Siebengebirgsraum zwei Sprengbomben auf die Bahnhofsanlage, von denen nur eine explodierte und Nebengleise sowie Nebengebäude beschädigte.

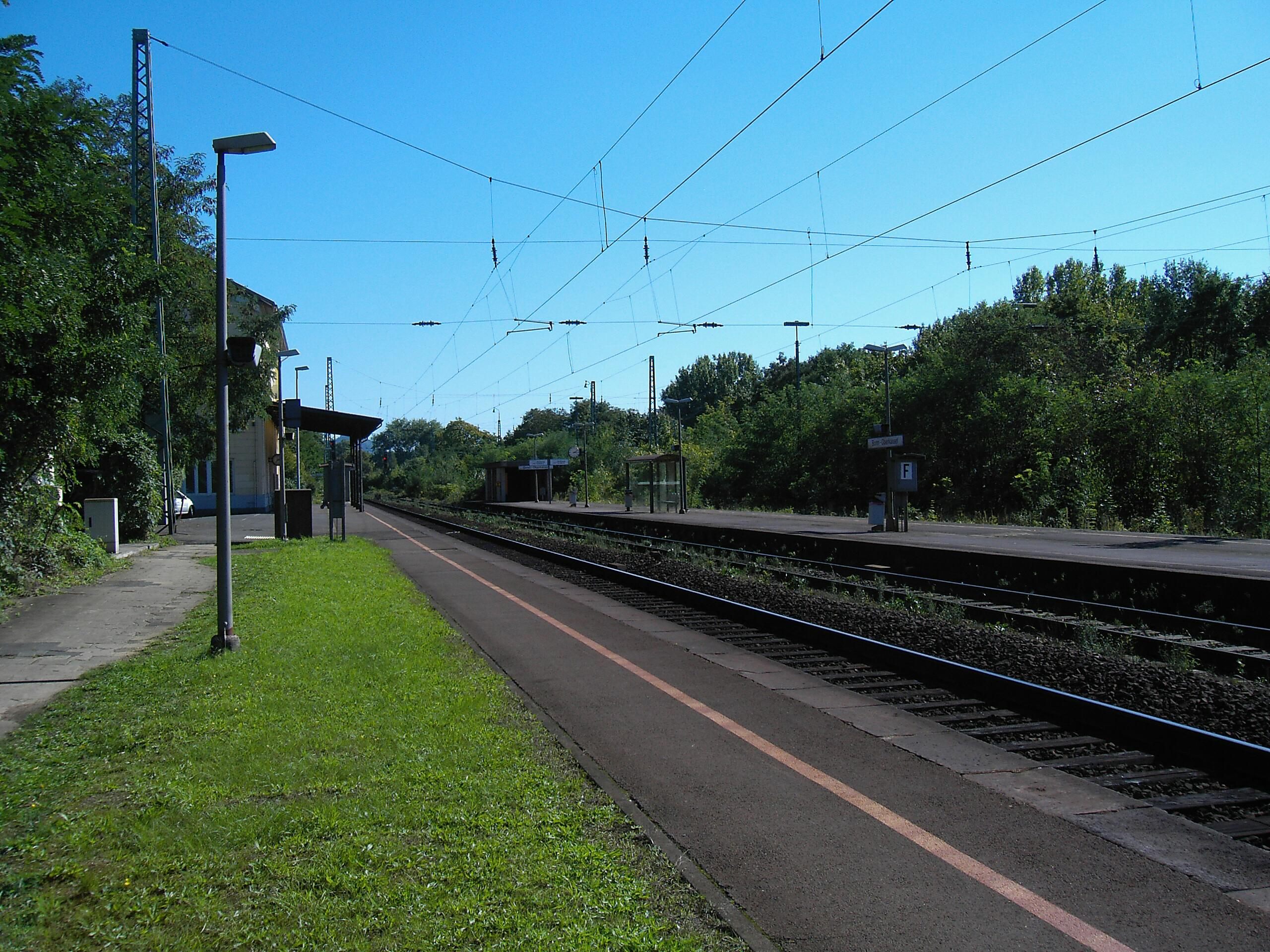
Bahnsteig von Bonn-Oberkassel

Mit dem Niedergang des Zementwerkes verloren auch die Güteranlagen des Bahnhofs (mehrere Gütergleise, Ladestraße) an Bedeutung. Seitdem waren von den ehemals großräumigen Gleisanlagen nur noch die beiden Richtungsgleise, die von auf der Rheinstrecke verkehrenden Güterzügen und Nahverkehrszügen genutzt werden, in Betrieb. Die restlichen Gleise, auch das noch ausgeschilderte Gleis 203 Richtung Koblenz, wurden 2008 mitsamt den Oberleitungsanlagen abgebaut. Ende Oktober 2011 wurde im Bereich des Bahnhofs der Oberbau in Fahrtrichtung Süd saniert. Es kommen nun statt der ursprünglich verlegten Holzschwellen Betonschwellen zum Einsatz.
Das historische Empfangsgebäude steht einschließlich der angefügten Bahnsteigüberdachung als Baudenkmal unter Denkmalschutz und wird als Privatwohnung, Büroraum und Restaurant genutzt.

## Personenverkehr
Der Bahnhof wird von der Deutschen Bahn in der Preisklasse 5 geführt und im Stundentakt von Zügen des RE 8 und der RB 27, welche sich somit zu einem annähernden Halbstundentakt ergänzen, bedient. In der Nähe des Bahnhofs befindet sich die Straßenbahn- und Stadtbahnhaltestelle Bonn-Oberkassel Nord, von wo aus Anschluss zum Bonner Hauptbahnhof besteht.
| Linie | Verlauf | Takt   |
| ----- | --- | ------ |
| RE 8  | Rhein-Erft-Express: (Mönchengladbach Hbf – Rheydt Hbf – Rheydt-Odenkirchen – Hochneukirch – Jüchen – Grevenbroich –)* Rommerskirchen – Stommeln – Pulheim – Köln-Ehrenfeld – Köln Hbf – Köln Messe/Deutz – Porz (Rhein) – Troisdorf – Friedrich-Wilhelms-Hütte – Menden (Rheinl) – Bonn-Beuel – Bonn-Oberkassel – Niederdollendorf – Königswinter – Rhöndorf – Bad Honnef (Rhein) – Unkel – Linz (Rhein) – Bad Hönningen – Rheinbrohl – Neuwied – Urmitz Rheinbrücke – Koblenz-Lützel – Koblenz Stadtmitte – Koblenz Hbf * nur werktags Stand: Fahrplanwechsel Dezember 2023                                | 60 min |
| RB 27 | Rhein-Erft-Bahn: Mönchengladbach Hbf – Rheydt Hbf – Rheydt-Odenkirchen – Hochneukirch – Jüchen – Grevenbroich – Rommerskirchen – Stommeln – Pulheim – Köln-Ehrenfeld – Köln Hbf – Köln Messe/Deutz – Köln/Bonn Flughafen – Troisdorf – Friedrich-Wilhelms-Hütte – Menden (Rheinl) – Bonn-Beuel – Bonn-Oberkassel – Niederdollendorf – Königswinter – Rhöndorf – Bad Honnef (Rhein) – Unkel – Erpel (Rhein) – Linz (Rhein) – Leubsdorf (Rhein) – Bad Hönningen – Rheinbrohl – Leutesdorf (Rhein) – Neuwied – Engers – Vallendar – Koblenz-Ehrenbreitstein – Koblenz Hbf Stand: Fahrplanwechsel Dezember 2023 | 60 min |

## Planung
Durch die in Bau befindliche Verlängerung der S-Bahn-Strecke von Troisdorf bis nach Oberkassel soll die Bedeutung des Bahnhofs steigen. Nach Fertigstellung der Strecke soll die S-Bahn-Linie 13 der S-Bahn Köln im 20-Minuten-Takt zwischen Bonn-Oberkassel über Köln/Bonn Flughafen und Köln Hbf weiter in den Kölner Westen pendeln. Um die entsprechenden Gleisführungen und die geplante Wendeanlage für die S-Bahnen zu realisieren, werden am Bahnhof Bonn-Oberkassel umfangreiche Bauarbeiten nötig. Während die Strecke zwischen Beuel und Troisdorf 2026 in Betrieb gehen soll, soll der südliche Abschnitt bis Oberkassel erst ab 2030 gebaut werden.